# 1031

## Родени
- Малкълм III, Крал на Шотландия († 1093)

## Починали
- 30 юли – Робер II, крал на Франция